# Uno Henning
Knut Uno Henning (* 11. September 1895 in Stockholm; † 16. Mai 1970 ebenda) war ein schwedischer Schauspieler.
Zwischen 1915 und 1917 studierte Uno Henning am Königlichen Dramatischen Theater. Er spielte unter anderem in dem Drama A Cottage on Dartmoor und an der Seite von Marlene Dietrich in Die Frau, nach der man sich sehnt.
Hennings Stieftochter war die Schauspielerin Eva Henning, mit deren Mutter Ragni Frisell er seit 1926 verheiratet war.

## Filmografie (Auswahl)
- 1919: Ett farligt frieri
- 1925: Die Kameliendame (Damen med kameliorna)
- 1926: Nur eine Tänzerin
- 1927: Die Liebe der Jeanne Ney
- 1929: A Cottage on Dartmoor
- 1929: Die Frau, nach der man sich sehnt
- 1931: Seine letzte Nacht (En natt)
- 1963: Ett drömspell (Fernsehfilm)